# Přístřeší
Přístřeší je pouze dočasné a provizorní bydlení.
V českém právu bylo výslovně upraveno až do konce roku 2013. Nešlo přitom o tzv. bytovou náhradu (náhradní byt nebo náhradní ubytování v samostatné místnosti), protože se jím rozumělo pouze dočasné ubytování, které musel zajistit pronajímatel do doby, než si nájemce po výpovědi z nájmu bytu, k níž nebylo potřeba získat přivolení soudu, sám opatřil řádné bydlení a prostor k uskladnění svých věcí. Tato povinnost zajistit dočasné bydlení byla zákonem omezena na dobu maximálně půl roku. Nucené vyklizení bytu bylo nicméně možné provést jen tehdy, když pronajímatel prokázal zajištění dostatečného přístřeší.
Po rekodifikaci soukromého práva se přístřeší objevuje již jen v právu sociálního zabezpečení v pojmu „osoba bez přístřeší“ jakožto označení osoby bez domova.